# Carmen Ligia Barceló
Carmen Ligia Barceló González es una política, comunicadora y filántropa dominicana. Barceló es diputada de la República Dominicana para el periodo 2024–2028.
Es presidenta de la Fundación Barceló Salas.

## Primeros años y orígenes familiares
Nació en Hato Mayor del Rey, hija del empresario y político dominicano Ricardo Antonio Barceló Salas(n. 1950) y de la dama Ligia Carmela González Loynaz (1947–2010). Carmen Ligia Barceló tiene dos hermanas y dos hermanos. 
Su abuelo paterno, Juan Barceló Artigues (1904–?), fue un inmigrante mallorquín que se convirtió en un destacado agroempresario y ganadero en la región Este de República Dominicana, quien se casó con la hatomayorense Romelia Salas Pacheco. Juan Barceló se nacionalizó dominicano en 1976 y fue condecorado con la Orden de Duarte, Sánchez y Mella y la Orden de Cristóbal Colón por sus aportes a la República Dominicana. 
Su abuela materna Olga Eulalia Loinaz Cousa (1912–1989) procedía de la élite puertoplatense y era pariente del excanciller José Augusto Vega Imbert y de la ex primera dama Ana Elisa Villanueva de Majluta. Hija de Enrique Loynaz Henry y María Cousa Garrido, Olga era prima segunda de la escritora cubana Dulce María Loynaz. 
Su tío Juan Barceló Salas es cónsul honorario de Bielorrusia en la República Dominicana.
Es prima de la empresaria Juana Barceló Cueto, directora de la Cámara Americana de Comercio de la República Dominicana y presidenta (desde 2018) de Barrick Pueblo Viejo (minera dominicana de capital canadiense y estadounidense), filial de Barrick Gold.

## Educación
Es máster en Mercadeo y Dirección Comercial por la Universidad Internacional de Valencia y licenciada en Comunicación Social por la Universidad Católica de Santo Domingo.

## Filantropía
Barceló es presidenta de la Fundación Barceló Salas.
En 2020 tras el paso del ciclón tropical Isaías que devastó Hato Mayor, Barceló lideró acciones humanitarias en beneficio de la provincia.
En 2022 gestionó la ayuda humanitaria para los afectados por el huracán Fiona en Hato Mayor.

## Medios de comunicación
Fue productora de Azúcar FM 89.1. Posteriormente trabajó en la Revista Mirador.
En la televisión fue comentarista de los programas "Hoy Mismo" del canal 9 y "El Poder de la Tarde" del canal 23.

## Política
Barceló es diputada de la República Dominicana para el período 2024–2028 por la provincia de Hato Mayor y es miembro del Partido Revolucionario Moderno.

## Vida personal
Está casada con el economista y político Joel Santos, ministro de Energía y Minas de la República Dominicana desde 2024 (Santos también ocupó el cargo de ministro de la Presidencia de 2022 a 2024), y tiene dos hijas.